# Efefilia
La efefilia, anche nota come "feticismo della stoffa", è una parafilia che consiste nel provare piacere sessuale nel toccare tessuti tendenzialmente morbidi e soffici come raso, seta o velluto. I soggetti affetti da questo tipo di parafilia tendono ad eccitarsi non solo al contatto, ma anche alla sola vista di queste stoffe. Questa parafilia riguarda entrambi i sessi, ma è più diffusa tra gli uomini, dove il soggetto può addirittura avere un'esigenza di arrivare all'orgasmo e quindi di eiaculare sul tessuto.

## Curiosità
- La efefilia è una delle parafilie sessuali presenti nel film Kiki & i segreti del sesso del 2016, dove una delle protagoniste si eccita quando tocca particolari tessuti.[3]